# Grand prix de la Critique littéraire
Le grand prix de la Critique littéraire est créé en 1948 par Robert André, écrivain et critique littéraire, président de l'Association Internationale des Critiques Littéraires.
Il est remis à chaque fin d'année par le PEN club français, depuis sa refondation au cours de l'année 2000 par l'écrivain et poète Jean-Luc Favre, à un essai littéraire paru dans l'année écoulée. Présidé par Joël Schmidt, son jury est, en 2022, constitué d'Elisabeth Barillé, Sylvestre Clancier, Béatrice Commengé, Eric Faye, Cécile Guilbert, Jean-Claude Lamy, Daniel Leuwers, Jean Orizet, Laurence Paton (secrétaire générale), Antoine Spire et Patrick Tudoret. Depuis sa création, il a récompensé de nombreux auteurs de premier plan et entend promouvoir une critique littéraire de qualité. 

## Liste des lauréats

### Années 2020
- 2023 : Claude Burgelin, pour Georges Perec (Gallimard) - Une mention spéciale a été attribuée à Didier Cahen pour Lire Paul Celan (Tarabuste)
- 2022 : Philippe Bordas, pour Le célibataire absolu pour Carlo Emilio Gadda (Gallimard)
- 2021 : Philippe Dufour, pour Le réalisme pense la démocratie (Éditions La Baconnière)
- 2020 : Gérard Macé, pour Et je vous offre le néant (Gallimard)

### Années 2010
- 2019 : Judith Lyon-Caen, pour La griffe du temps (Gallimard)
- 2018 : Patrick Mimouni, pour Les mémoires maudites: Juifs et homosexuels dans l’œuvre et la vie de Marcel Proust (Grasset)
- 2017 : Lakis Proguidis, pour Rabelais, que le roman commence (Ed. Pierre-Guillaume de Roux)
- 2016 : Béatrice Commengé, pour Une vie de paysages (Editions Verdier)
- 2015 : Pierre Boncenne, pour Le Parapluie de Simon Leys, (Philippe Rey)[1].
- 2014 : Paul Audi, pour Qui témoignera pour nous ? Albert Camus, face à lui-même, (Verdier)
- 2013 : Violaine Gelly et Paul Gradvohl, pour Charlotte Delbo (Fayard)
- 2012 : Jean-Christian Petitfils pour Le Frémissement de la grâce, Le roman du Grand Meaulnes (Fayard)
- 2011 : Nicolas Grimaldi  (pour Les Métamorphoses de l'Amour (Grasset)
- 2010 : Claire Blandin pour Le Figaro littéraire, Vie d'un hebdomadaire politique et culturel : 1946-1971 (Nouveau Monde Éditions)

### Années 2000
- 2009 : Patrick Tudoret pour L'Écrivain sacrifié, vie et mort de l'émission littéraire (INA/Le Bord-de-l'Eau)
- 2008 : Lionel Ray pour Le Procès de la vieille dame (La Différence)
- 2007 : Élisabeth Badinter pour l'ensemble de son œuvre
- 2006 : Jean-Pierre Martin pour Le Livre des hontes (Le Seuil)
- 2005 : Serge Koster pour Michel Tournier ou le choix du roman (Zulma)
- 2004 : Laurent Greilsamer pour L'Éclair au front : la vie de René Char (Hachette)
- 2003 : Michel Décaudin pour l'ensemble de son œuvre
- 2002 : Jean-Philippe Domecq pour Qui a peur de la littérature ? (Mille et Une nuits)
- 2001 : Marie-Claire Bancquart pour Fin de siècle gourmande
- 2000 : Marc Petit pour Éloge de la fiction (Fayard)

### Années 1990
- 1999 : Claude Dulong, membre de l'Institut
- 1998 : Vénus Khoury-Ghata
- 1997 : Pierre Moinot, de l'Académie française
- 1996 : Diane de Margerie
- 1995 : Ghislain de Diesbach
- 1994 : Jean-Louis Curtis, de l'Académie française
- 1993 : Jacqueline de Romilly, de l'Académie française
- 1992 : René de Obaldia de l'Académie française
- 1990 : Michel Drouin

### Années 1980
- 1989 : Prix non attribué
- 1988 : Claude Roy
- 1987 : Gorges Lubin
- 1986 : Jean Blot, pour Ivan Gontcharov ou le réalisme impossible (L'Âge d'Homme)
- 1985 : Roger Kempf pour Dandies, Baudelaire et Cie (Grasset)
- 1984 : Henri Troyat, de l'Académie française, pour Tchekhov (Flammarion)
- 1983 : Béatrice Didier

### Années 1970
- 1979 : Jacques Catteau, pour La Création littéraire chez Dostoïevski
- 1976 : Philippe Lejeune pour Lire Leiris : Autobiographie et langage (Klincksieck)
- 1974 : José Cabanis, de l'Académie française, Saint-Simon l’admirable ed.Gallimard
- 1970 : Michel Mohrt, de l'Académie française, pour L'Air du large

### Années 1960
- 1962 : Suzanne Bérard, pour Illusions perdues : La Genèse d'un roman de Balzac, 1837[2]
- 1960 : Michel Butor pour Répertoire 1 (Minuit)

### Années 1950
- 1952 : Georges Poulet pour La Distance intérieure (Plon)